# Absolutio ab instantia
Absolutio ab instantia (łac. uwolnienie od sądu) – jedna z czterech podstawowych kategorii wyroków wydawanych przez sądy w ramach inkwizycyjnego procesu karnego w epoce stosowania Constitutionis Criminalis Carolinae. Została wprowadzona do niemieckiego modelu procesu na skutek działalności Johanna Brunnemanna, który zaczerpnął ją z prawa włoskiego.
Pozostałymi trzema kategoriami wyroków były: uniewinnienie, skazanie i wyrok z podejrzenia. Absolutionem ab instantia wydawano, gdy nie przeprowadzono pełnego dowodu winy, lecz przedstawiono uzasadnione podejrzenia co do popełnienia przestępstwa. W wyroku takim sąd nie orzekał zastosowania kary, lecz pozostawiał oskarżonego w podejrzeniu popełnienia przestępstwa i umożliwiał wznowienie procesu w każdym czasie, kiedy tylko ujawni się nieznany wcześniej dowód obciążający oskarżonego. Do chwili uzyskania takich dowodów oskarżony mógł być pozbawiony wolności „na wszelki wypadek”.
Obecnie w polskim postępowaniu karnym, wobec funkcjonowania zasady domniemania niewinności, w takich sytuacjach sąd wydaje wyrok uniewinniający oskarżonego.